# Tour de Lombardie 1997
La 91e édition du Tour de Lombardie s'est déroulée le 18 octobre 1997. La course a été remportée par le coureur français Laurent Jalabert. Le parcours s'est déroulé entre Varèse et Bergame sur une distance de 250 kilomètres.
L'épreuve est la dernière course de la coupe du monde de cyclisme 1997.

## Classement final
| Pos. | Coureur              | Pays     | Temps              |
| ---- | -------------------- | -------- | ------------------ |
| 1    | Laurent Jalabert     | France   | en 5 h 48 min 44 s |
| 2    | Paolo Lanfranchi     | Italie   | 0 s                |
| 3    | Francesco Casagrande | Italie   | 0 s                |
| 4    | Michele Bartoli      | Italie   | + 3 s              |
| 5    | Paolo Valoti         | Italie   | + 1 min 07 s       |
| 6    | Axel Merckx          | Belgique | + 1 min 30 s       |
| 7    | Andrea Tafi          | Italie   | + 1 min 31 s       |
| 8    | Davide Rebellin      | Italie   | 1 min 31 s         |
| 9    | Wladimir Belli       | Italie   | + 2 min 21 s       |
| 10   | Alessandro Bertolini | Italie   | 2 min 21 s         |